# GP La Marseillaise 2008
De GP La Marseillaise 2008 werd gehouden op zondag 3 februari in Frankrijk, en maakte deel uit van de UCI Europe Tour 2008. Voor het eerst sinds 2002 kon er weer een Fransman de wedstrijd winnen: Hervé Duclos-Lassalle, zoon van Gilbert Duclos-Lassalle die hiermee zijn eerste profzege boekte.

## Uitslag
| rang | renner                | land      | tijd      |
| ---- | --------------------- | --------- | --------- |
| 1    | Hervé Duclos-Lassalle | Frankrijk | 3u 22' 23 |
| 2    | Frederik Veuchelen    | België    | z.t.      |
| 3    | Ryder Hesjedal        | Canada    | z.t.      |
| 4    | Geoffroy Lequatre     | Frankrijk | z.t.      |
| 5    | Samuel Dumoulin       | Frankrijk | z.t.      |
| 6    | Jonathan Hivert       | Frankrijk | z.t.      |
| 7    | Guillaume Le Floch    | Frankrijk | z.t.      |
| 8    | Joeri Trofimov        | Rusland   | z.t.      |
| 9    | Geert Steurs          | België    | z.t.      |
| 10   | Pierre Cazaux         | Frankrijk | z.t.      |

1980 · 1981 · 1982 · 1983 · 1984 · 1985 · 1986 · 1987 · 1988 · 1989 · 1990 · 1991 · 1992 · 1993 · 1994 · 1995 · 1996 · 1997 · 1998 · 1999 · 2000 · 2001 · 2002 · 2003 · 2004 · 2005 · 2006 · 2007 · 2008 · 2009 · 2010 · 2011 · 2012 · 2013 · 2014 · 2015 · 2016 · 2017 · 2018 · 2019 · 2020 · 2021 · 2022 · 2023 · 2024 · 2025